# Treposella
Treposella is een geslacht van uitgestorven kreeftachtigen uit de klasse van de Ostracoda (mosselkreeftjes).

## Soorten
- Treposella borealis Berdan & Copeland, 1973 †
- Treposella lyoni (Ulrich, 1891) Ulrich & Bassler, 1908 †
- Treposella stellata Kesling, 1955 †